# Pacchigi!
Série
Pacchigi! Love & Peace
(2007)
Pour plus de détails, voir Fiche technique et Distribution.
Pacchigi! (パッチギ!) est un film japonais réalisé par Kazuyuki Izutsu, sorti en 2004.

## Synopsis
Kosuke Matsuyama, un jeune lycéen, a maille à partir avec un groupe de garçons zainichis. Mais l'un de ses professeurs lui demande à lui et son ami Yoshio, d'inviter ces garçons pour un match de football.

## Fiche technique
- Titre : Pacchigi!
- Titre original : パッチギ!
- Réalisation : Kazuyuki Izutsu
- Scénario : Daisuke Habara et Kazuyuki Izutsu d'après le roman de Takeshi Matsuyama
- Musique : Kazuhiko Kato
- Photographie : Hideo Yamamoto
- Montage : Nobuko Tomita
- Production : Yoshirō Hosono, Akira Inori, Hitomi Ishihara, Tomiyasu Ishikawa, Shironori Kawasaki, Haruo Kawashima et Yoshihiro Nagata
- Société de production : Cine Qua Non Films et Stardust Pictures
- Pays :  Japon
- Genre : Action et comédie dramatique
- Durée : 118 minutes
- Dates de sortie : 
  -  Corée du Sud : 11 octobre 2004 (Festival international du film de Busan)
  -  Japon : 22 janvier 2005

## Distribution
- Shun Shioya : Kousuke Matsuyama
- Sōsuke Takaoka : Lee An-sung
- Erika Sawajiri : Lee Kyung-ja
- Kyōko Yanagihara : Momoko
- Hiroyuki Onoue : Park Jae-dok
- Yōko Maki : Chun Gang-ja
- Keisuke Koide : Norio Yoshida
- Kazuki Namioka : Bang-ho Motoki
- Joe Odagiri : Sakazaki
- Yōsuke Asari : Akamatsu
- Noriko Eguchi
- Ryō Kase : Hideto Noguchi
- Hideya Kinoshita : Student
- Ken Mitsuishi : Fukawa Sensei
- Kimiko Yo

## Distinctions
Le film a été nommé pour cinq Japan Academy Prizes.